# Binfield
Binfield è un villaggio e parrocchia civile dell'Inghilterra, appartenente alla contea del Berkshire. Ha 12.093 abitanti (dati 2021)